# 阿不力克木·买合苏木
阿不力克木·买合苏木（？—？），维吾尔族，新疆库车县人，中华人民共和国伊斯兰教瓦哈比派伊玛目。

## 生平
阿不力克木本是库车县一个农民。1950年代，阿不力克木因主张分裂而被判刑入狱20年，1977年刑满释放。因为其具有伊斯兰教学术修养，出狱后的阿不力克木被安排为叶城县最大的清真寺加米清真寺的依玛木，后又当选为新疆维吾尔自治区人大代表、新疆维吾尔自治区伊斯兰教协会常务委员、叶城县伊斯兰教协会会长、叶城县政协副主席。
1987年起，阿不力克木开始创办经文学校。根据不完全统计，新疆维吾尔自治区各地追随阿不力克木学经的学员大约有800多名，号称“八百弟子”。阿不力克木组织学员穿统一服装。这些学员后来遍布整个新疆维吾尔自治区，成为从事暴力恐怖活动的骨干。阿不力克木·买合苏木提出了20年战略图谋，即从1990年代起，发动10年游击战、10年正规战。1990年代上半期，被警方逮捕的新疆恐怖分子，大多数是其弟子。